# 硫磺島升旗

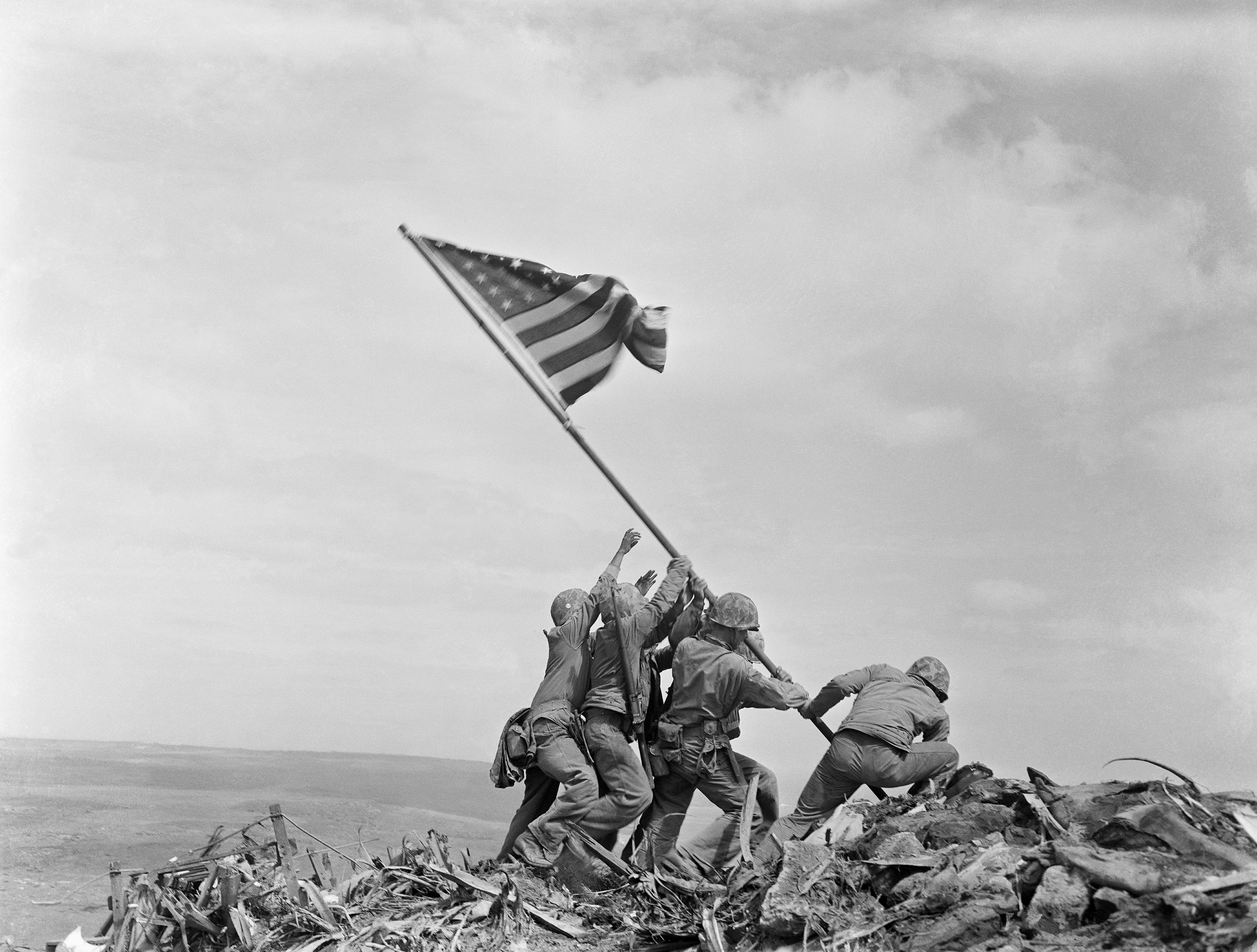
《硫磺島升旗》——乔·罗森塔，美联社

圖中人名的示意圖，从左至右：艾拉·海耶斯、哈羅德·舒爾茨、邁可·史達蘭克KIA、富蘭克林·蘇斯利KIA、哈羅德·凱勒、哈倫·布洛克KIA。
"KIA" = 在硫磺島戰役中陣亡

《硫磺島升旗》（英語：Raising the Flag on Iwo Jima）是拍摄于第二次世界大戰期间的的攝影作品，由美軍隨军記者喬·羅森塔爾（英語：Joe Rosenthal）摄于硫磺島。這幀照片捕捉了六名美國海軍陸戰隊隊員在硫磺島摺鉢山豎立美國國旗的情形。這張照片十分受歡迎，旋即成為許多雕塑和繪畫作品的原型，更成為唯一一張拍攝當年就奪得普立策攝影獎的照片。
這張照片是1945年2月23日（為時35天的硫磺島戰役的第5天）拍下的，最初這六人被誤認為是約翰·布拉德利、雷內·加儂、艾拉·海耶斯、富蘭克林·蘇斯利、邁可·史達蘭克和亨利·奧利佛·漢森。其中三人不久即陣亡，其餘三人后被安排在美國巡迴，號召民众購買戰爭債券。事實上，當中只有一人真正出現在相片中，軍方高層下令其餘兩人參與巡遊，是希望民眾支持美軍繼續作戰。美國反戰人士希望減少傷亡，一些日方高層預見日本將會戰敗，期望美國與日本和談，結果不成功。
1947年1月，原本被誤認為是亨利·奧利佛·漢森的人，被證實實際上是哈倫·布洛克。2016年6月23日，美國海軍陸戰隊發表聲明，表示約翰·布拉德利實際上也不在六名升旗手當中，站在他位置上的人是哈羅德·舒爾茨。2019年10月16日，美國海軍陸戰隊再次發表聲明，將雷內·加儂從六位升旗手名單中除去，更正為哈羅德·凱勒。
正確六人應為哈羅德·舒爾茨、哈羅德·凱勒、艾拉·海耶斯、富蘭克林·蘇斯利、邁可·史達蘭克和哈倫·布洛克。

## 豎旗過程

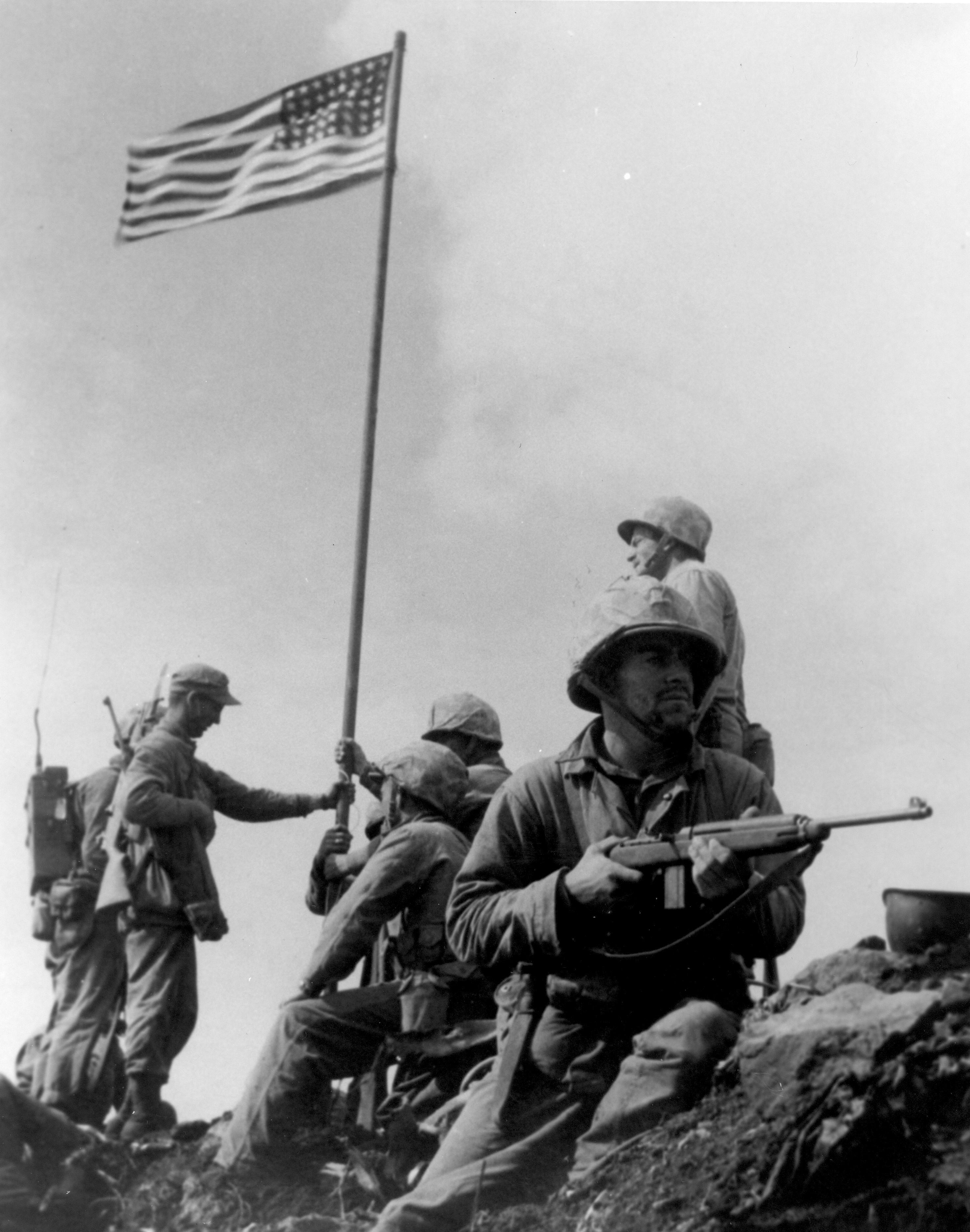
Lowrey的照片，亦是第一面在硫磺島上豎立的美國國旗

1945年2月23日早上約10時20分，美軍攻下折鉢山。少校戴夫·E·塞弗伦斯（Dave E. Severance）命令中尉哈羅德·G·斯瑞尔（Harold G. Schrier）在山頂插上國旗，以告訴其他部隊該地已成功佔領。海軍陸戰隊刊物《皮領雜誌》的隨軍記者乔·罗森塔尔拍攝了當時的情形。有參與豎旗的人還包括查尔斯·W·連特貝格（Charles W. Lindberg）、小恩尼斯特·I·湯姆斯（Ernest I. Thomas Jr.）、亨利·奧利佛·"漢克"漢森（Henry Oliver "Hank" Hansen）、路易斯·C·查洛（Louis C. Charlo）和詹姆斯·米歇爾斯（James Michels）。可是，這面旗太小，只有54×28吋，其他部隊難以看到。
在那天前一晚，海軍部長詹姆斯·福瑞斯圖（James Forrestal）要求部隊取下折鉢山後便要插上國旗，還表示很想要那面旗留為紀念。海軍陸戰隊28團2營營長錢德拉·强生中校（Chandler Johnson）頗為不甘，認為那面旗應屬於他們眾人，便命令助理作戰官泰德·托圖（Ted Tuttle）取下那面旗，插另一面旗，還提醒他第二面旗要大點。

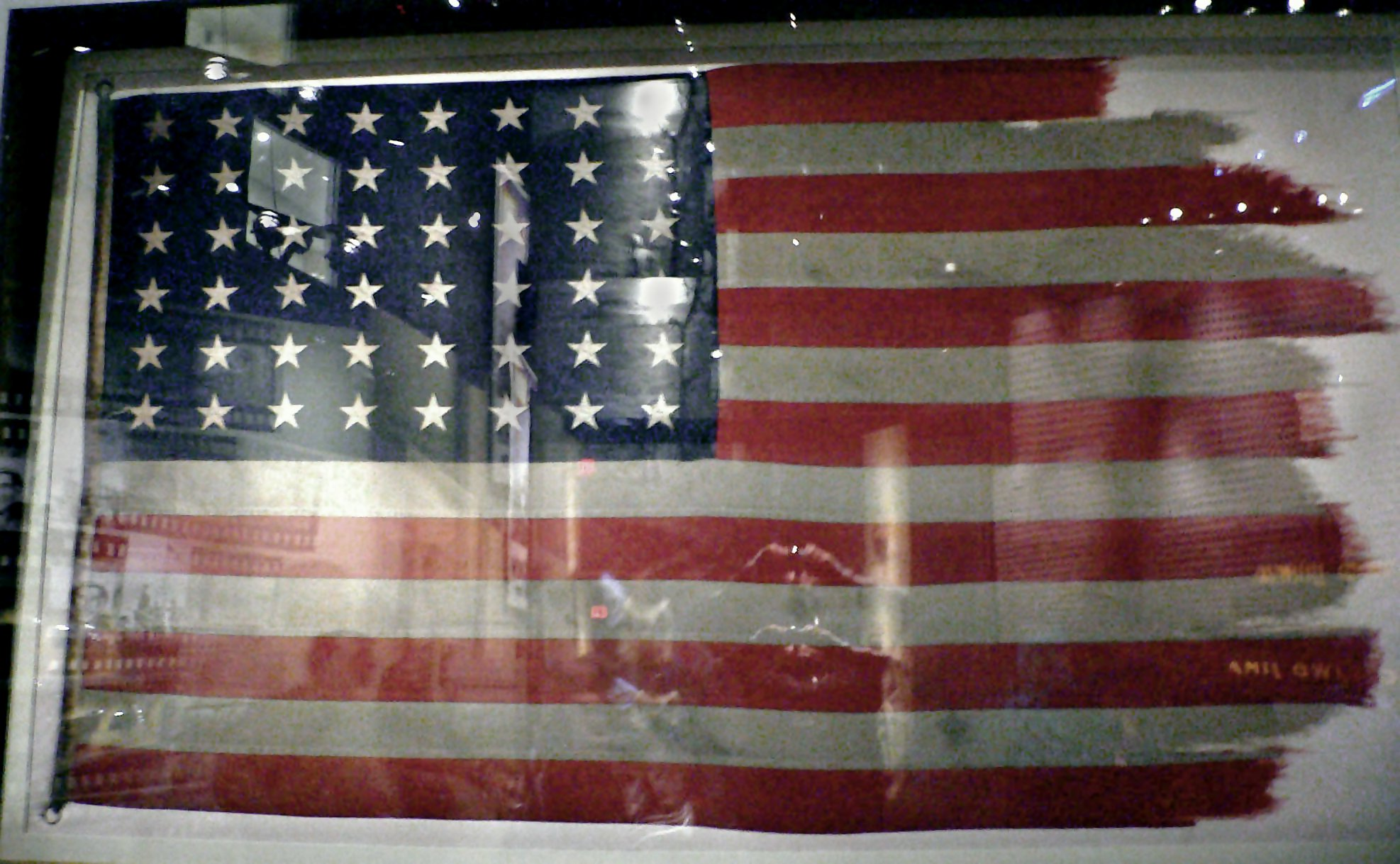
第二面旗，被折鉢山的強風破壞

托圖找到一面96×56吋的國旗。此時，乔·罗森塔尔、卜·坎贝尔（Bob Campbell）和比爾·吉拿斯特（Bill Genaust）等三名攝影記者在上山。剛好眾人插上第二面旗。結果，罗森塔尔拍下了這張歷史性的圖片，而他身旁吉拿斯特則拍了一段短片。
相片中有六人：海軍陸戰隊員邁可·史達蘭克、哈倫·布洛克、雷內·加儂、艾拉·海耶斯、哈羅德·舒爾茨和富蘭克林·蘇斯利。3月1日布洛克因槍傷去世，（有种说法是那顆子彈很可能來自美軍），幾小時後史達蘭克被迫擊炮擊中陣亡。3月21日蘇斯利遭狙擊手射擊陣亡。
該兩面國旗現時都存放在美國海軍陸戰隊博物館。

## 出版與軍券宣傳

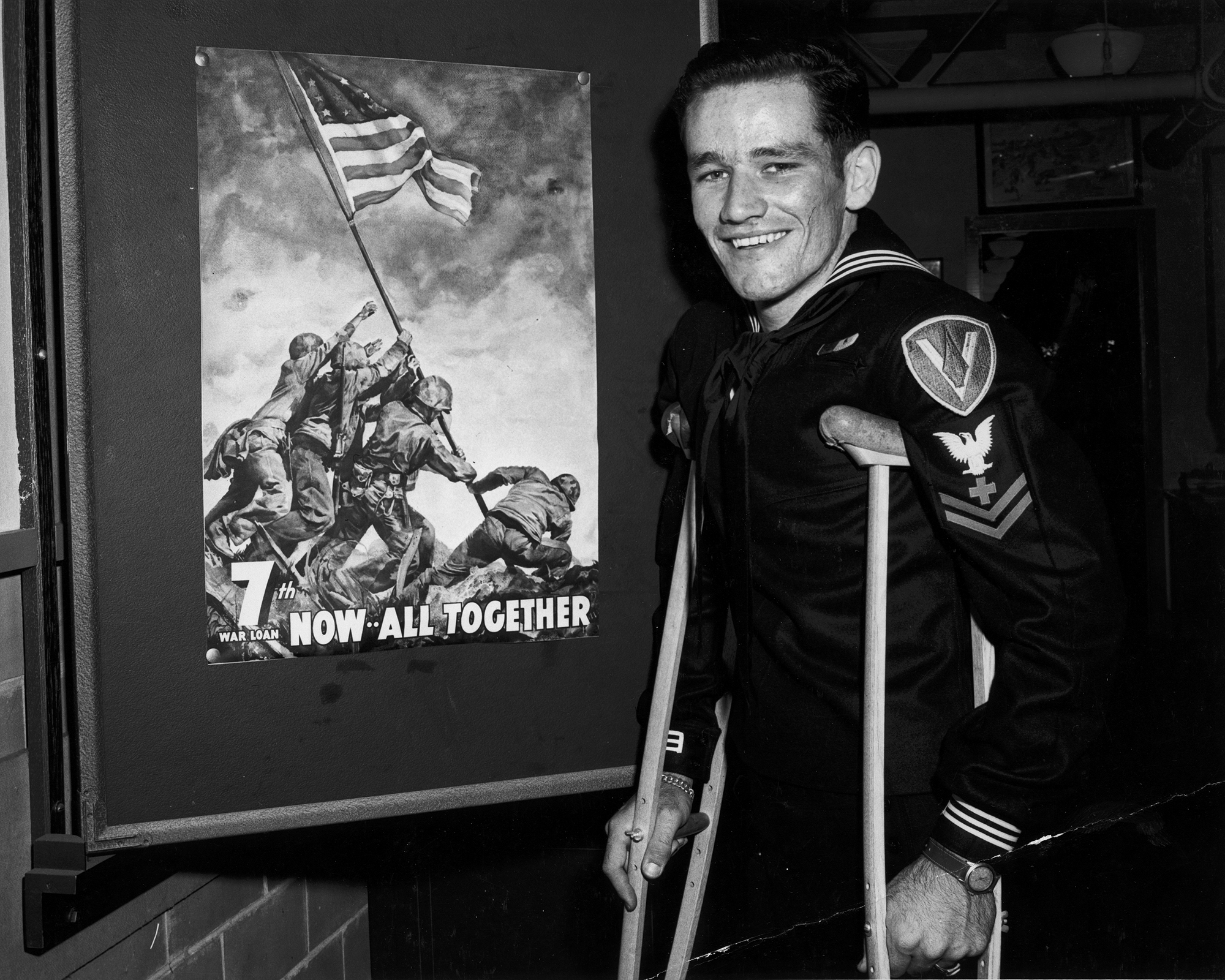
約翰·布拉德利，站在一幅向人们宣传购买军券的海报旁。当时他由于在一次战斗中被弹片击中而受伤，暂时需要拐杖。

在看过这幅照片之后，美国总统罗斯福认为这张照片是第七轮军券购买的极好宣传品，于是下令辨认照片中的士兵并带他们回国。通过放大照片，六人之一的雷內·加儂确认了照片中的其他四人，但是他拒绝透露第六个人的名字，并说他承诺那个人不将他的名字说出来。其实是因为艾拉·海耶斯不想被曝光而威脅對他進行人身傷害。他随后被带到海军总部并被告知这是总统的命令，拒绝透露那人的名字将被视为一项严重的犯罪，加儂终于说出了海耶斯的名字。

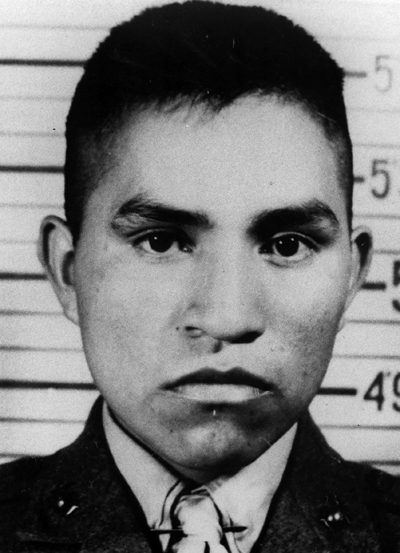
1946年末，艾拉·海耶斯打破沉默，指出哈倫·布洛克被误认为亨利·漢森。

加儂还将哈倫·布洛克误认为在那场战斗中丧生的亨利·漢森（巧合的是，亨利·漢森曾参加第一次升旗）。約翰·布拉德利最初也认同加儂的判断。1945年4月8日，海军公布了其中五名升旗者的名字（包括漢森）－ 海军当时正在通知富蘭克林·蘇斯利家人关于他的死讯，因此没有公布他的名字。4月19日，回到华盛顿的艾拉·海耶斯立刻就发现了名单中的问题，并向海军公共关系官员报告。不过由于名单已经被正式发布，这位官员要求艾拉·海耶斯对此事保持沉默。
三名生还者随后进行了军券的巡回销售活动。销售很成功，共卖出了263亿美元，两倍于当时的目标。
哈倫·布洛克的身份辨认问题引发了一些疑问。布洛克的母亲，貝爾·布洛克（Belle Block）说：“我知道那是我的孩子，我给他换过如此之多的尿布”，并拒绝接受官方的名单。一年半以后，战后情绪抑郁并酗酒的艾拉·海耶斯来到得克萨斯州并告诉布洛克的家人布洛克是六名升旗手中的一员。海耶斯记得雷內·加儂和約翰·布拉德利没有记起来的细节，因为他们是在最后关头才加入到这次行动中来的。当时哈倫·布洛克、米高·史達蘭克、富蘭克林·蘇斯利和艾拉·海耶斯自己在当天早晨已经爬上了折钵山来铺设电话线。雷內·加儂后来加入并带来了第二面国旗。亨利·漢森没有参与此次行动。布洛克的母亲马上写了一封信给当时的美国议员米爾頓·韋斯特（Milton West）。韋斯特随即将信转发给了美国海军陆战队司令亞歷山大·范德格里夫特（Alexander Vandegrift），并由亞歷山大·范德格里夫特司令下令进行调查。在证据面前，布拉德利和加儂同意那人极有可能是布洛克而不是漢森。
2016年與2019年，美國海軍陸戰隊分別發表兩次聲明。第一次聲明指出約翰·布拉德利實際上也不是舉旗手之一，站在他位置上的人是哈羅德·舒爾茨。第二次聲明則將升旗手雷內·加儂更正為哈羅德·凱勒。
約翰的兒子，《父輩的旗幟》作者詹姆斯·布拉德利隨後也聲明他不再相信他的父親是照片中六名升旗手之一。

## 後世

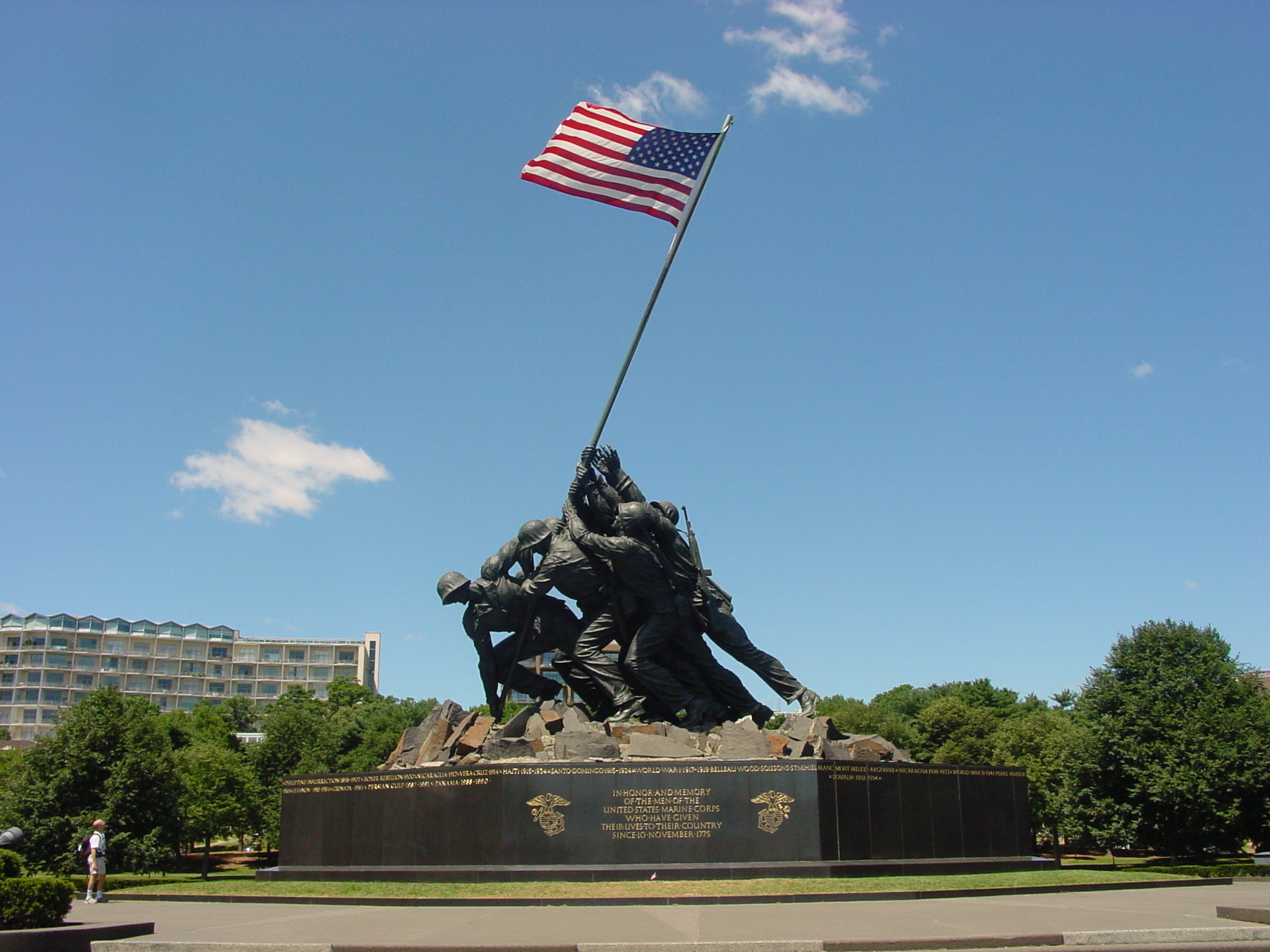
美國海軍陸戰隊戰爭紀念碑雕塑

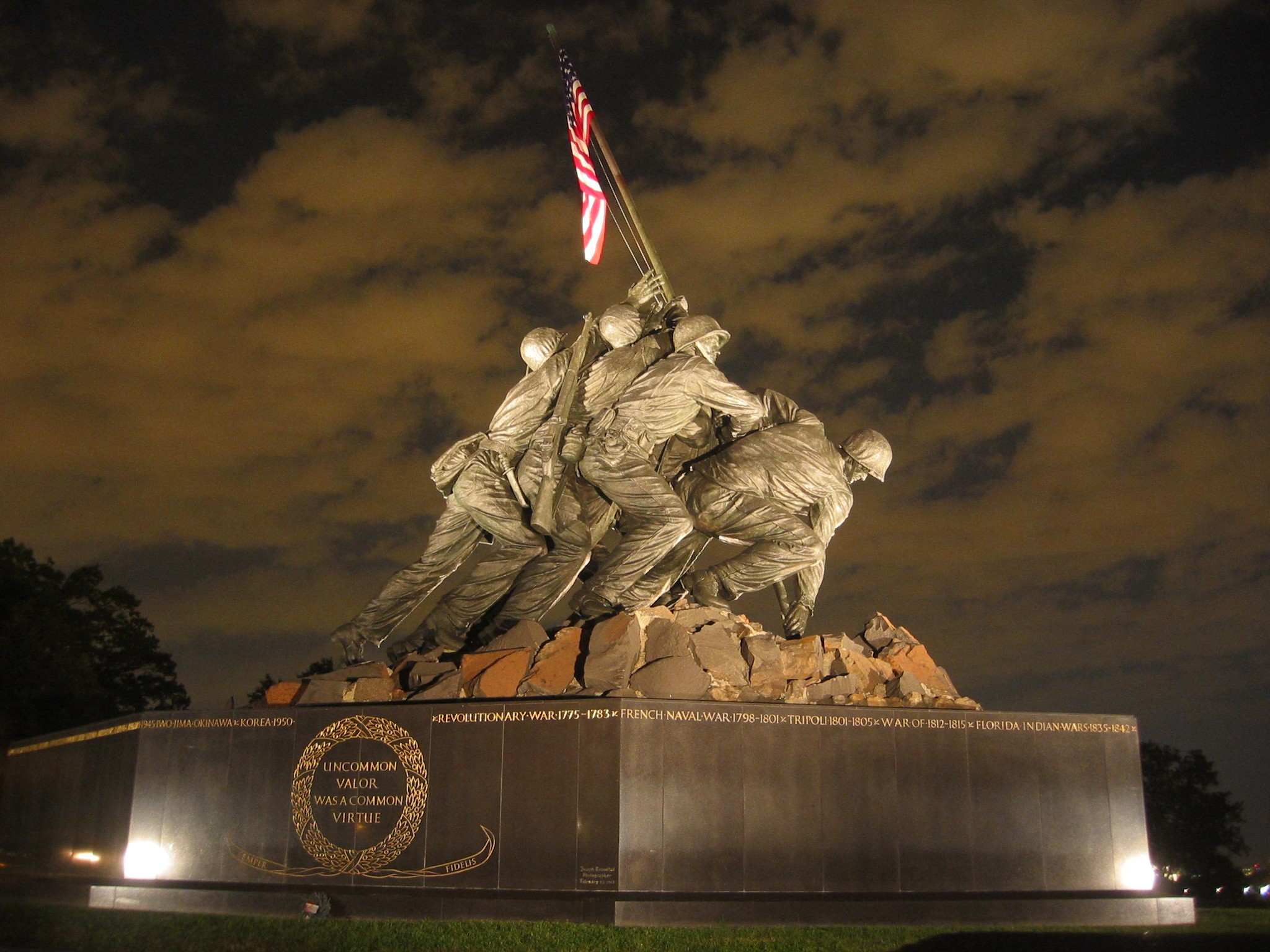
美國海軍陸戰隊戰爭紀念碑雕塑背面夜景

- 1945年7月 （页面存档备份，存于）和1995年的郵票
- 作業系統NetBSD 1994年至2004年期間所用的Logo （页面存档备份，存于）
- 1厄立特里亚纳克法的紙鈔：

### 有關著作

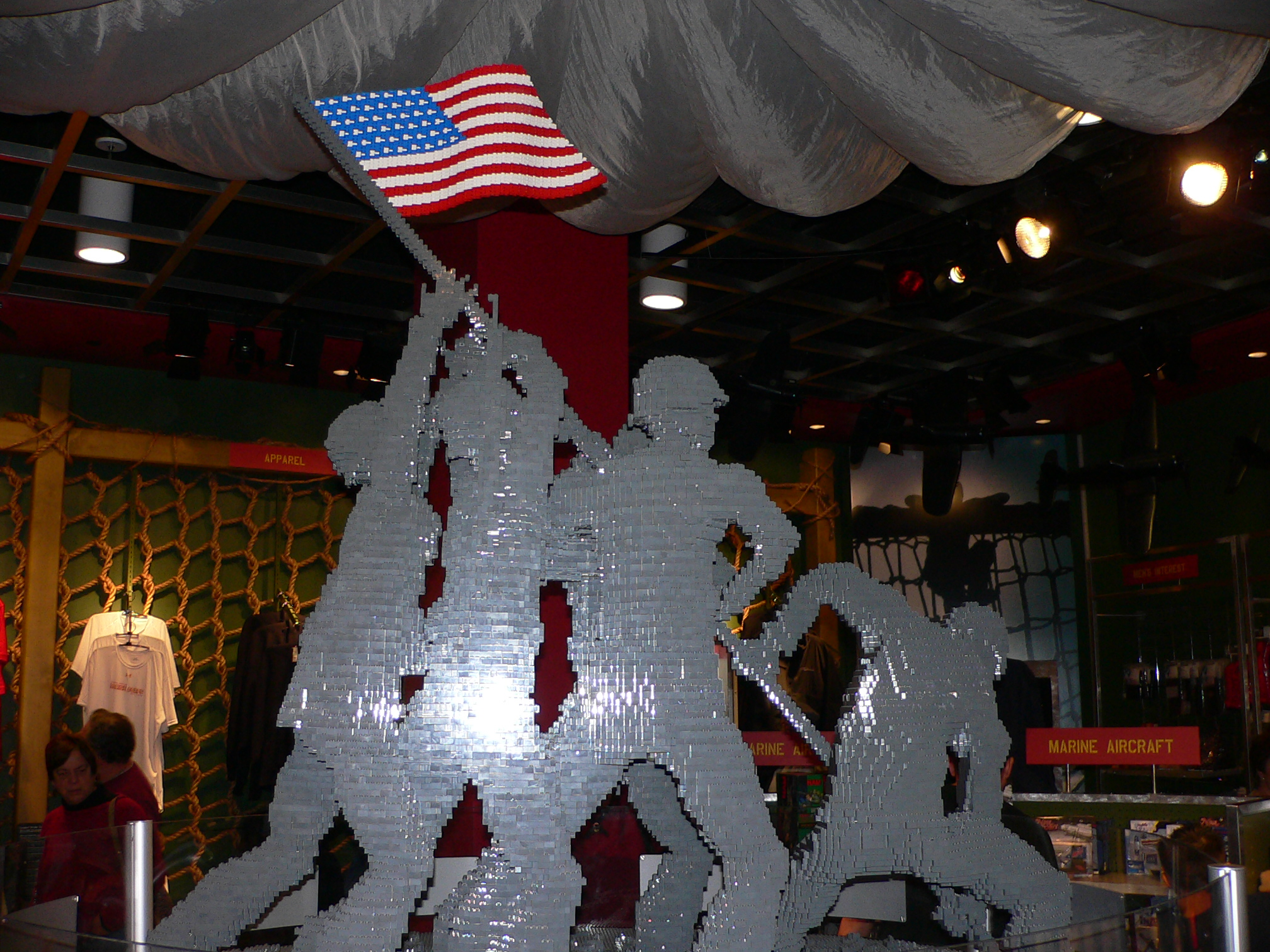
美國海軍陸戰隊博物館的樂高模型

- 《硫磺島浴血戰》（Sands of Iwo Jima，1949年）
- The Outsider (1961年)：Ira Haynes傳記
- 書本《硫磺島的英雄們》（Flags of Our Fathers，2000年），及改編自此書的同名電影
- 《來自硫磺島的信》
- Haynes, Fred and James A. Warren, The Lions of Iwo Jima：The Story of Combat Team 28 and the Bloodiest Battle in Marine Corps History, New york: Henry Holt and Company, 2008.

## 外部連結
- iwojima.com （页面存档备份，存于） （英文）
- WW2DB: 硫磺島戰役 （页面存档备份，存于） 和 246 張照片 （页面存档备份，存于） （英文）